# Park Mi-young
Park Mi-young (Daegu, 17 novembre 1981) è una tennistavolista sudcoreana.

## Carriera
Ha vinto la sua più prestigiosa medaglia nella gara a squadre dei Giochi olimpici di Pechino 2008, dove giunse sul terzo gradino del podio.